# ジョージ・チャムリー (初代チャムリー侯爵)

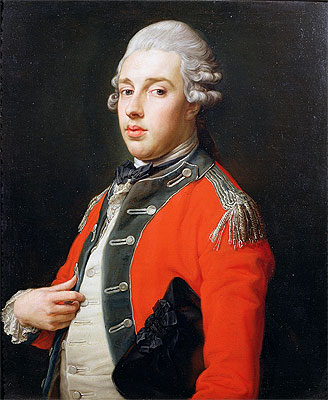
ポンペオ・バトーニによる肖像画、1772年。

初代チャムリー侯爵ジョージ・ジェームズ・チャムリー（英語: George James Cholmondeley, 1st Marquess of Cholmondeley KG GCH PC、1749年5月11日 – 1827年4月10日）は、イギリスの貴族、政治家。国王親衛隊隊長（1783年）、王室家政長官（1812年 – 1821年）を務め、後者の在任中に伯爵から侯爵に昇叙された。

## 生涯
マルパス子爵ジョージ・チャムリー（1724年10月17日 – 1764年3月15日、第3代チャムリー伯爵ジョージ・チャムリーの息子）と妻ヘスター（Hester、1727年ごろ – 1794年9月3日、第4代準男爵サー・フランシス・エドワーズの娘）の息子として、1749年5月11日にノーサンプトンシャーのハーディングストンで生まれた。
1764年3月15日に父が、1770年6月10日に祖父が死去すると、チャムリー伯爵位を継承した。1770年7月14日にチェシャー海軍次官に任命され、1827年に死去するまで務めた。1770年7月19日にチェシャー統監に任命され、1783年5月まで務めた。
フォックス＝ノース連立内閣期の1783年4月14日に枢密顧問官に任命された。1783年4月30日に国王親衛隊隊長に任命され、同年12月31日までに退任した。1795年5月にウェールズ公ジョージ（のちの国王ジョージ4世）の侍従長（Chamberlain）に任命され、1800年ごろまで務めた。政界では1797年に第4代オーフォード伯爵ホレス・ウォルポールからキャッスル・ライシング選挙区の1議席への影響力を継承した。オーフォード伯爵家はアシュバートン選挙区にも影響力を有したが、アシュバートンでの不動産はロバート・トレフュージスが継承したため、チャムリー伯爵はトレフュージスの相続を定めた遺言状の有効性について裁判を起こし、裁判は1822年に決着した。
チャムリー伯爵はウェールズ公の支持者であり、パーシヴァル内閣期の1812年にウェールズ公とともに与党に転じた。1812年2月19日に王室家政長官に任命され、リヴァプール伯爵内閣で続投して1821年12月10日まで務めた。1815年11月22日、連合王国貴族であるチェスター州におけるロックサヴェージ伯爵およびチャムリー侯爵に叙された。1819年にロイヤル・ゲルフ勲章ナイト・グランド・クロスを、1822年7月22日にガーター勲章を授与された。
1827年4月10日にピカデリーの自宅で死去、チェシャーのマルパスに埋葬された。息子ジョージ・ホレイショが爵位を継承した。

## 家族と私生活
結婚前にグレース・ダルリンプル・エリオットと関係を持ち、エリオットが娘を出産するとその娘を引き取って育てた。
- ジョージアナ・オーガスタ・フレデリカ（1782年[11] – 1813年12月10日） - 1808年9月21日、チャールズ・ベンティンク卿（英語版）（第3代ポートランド公爵ウィリアム・キャヴェンディッシュ＝ベンティンクの息子）と結婚、1女をもうけた[10]

ほかにも愛人のサンタルバン夫人（Madame Saint-Albin）との間で庶子を1人もうけた。
- ハリエット（英語版）（1790年ごろ – 1815年7月11日[13]） - 1812年1月11日、ジョン・ジョージ・ラムトン（のち初代ダラム伯爵）と結婚、子供あり[12]

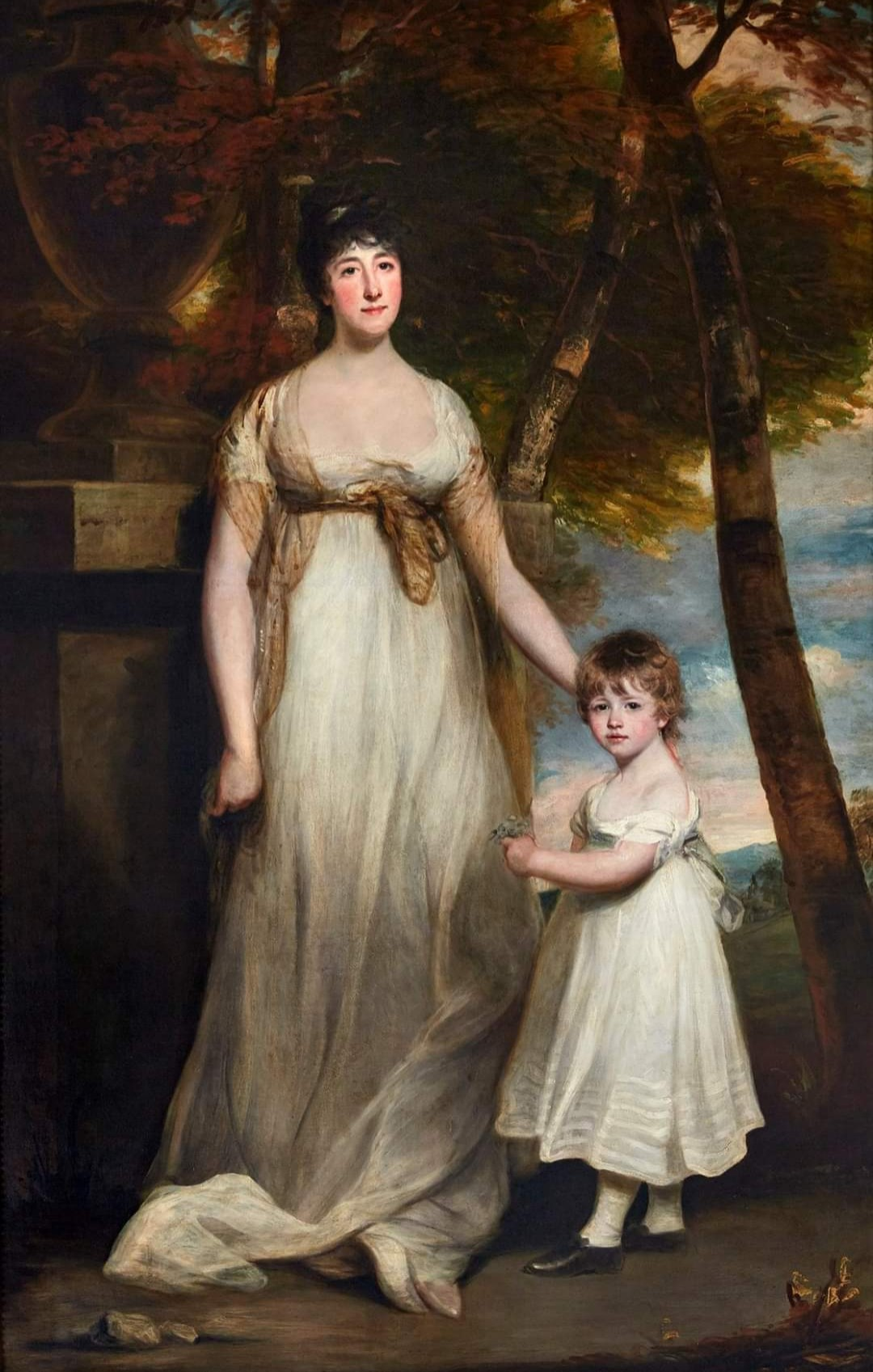
チャムリー侯爵夫人と次男ウィリアム。ジョン・ホプナー画、1805年。

1791年4月25日、ジョージアナ・シャーロット・バーティー（1764年8月7日 – 1838年6月23日、第3代アンカスター＝ケスティーヴァン公爵ペレグリン・バーティーの娘）と結婚、2男1女をもうけた。
- ジョージ・ホレイショ（1792年1月16日 – 1870年5月8日） - 第2代チャムリー侯爵[1]
- シャーロット・ジョージアナ（1795年2月16日 – 1828年6月24日） - 1818年5月18日、ヒュー・ヘンリー・ジョン・シーモア（英語版）（1821年12月2日没）と結婚、子供あり[14]
- ウィリアム・ヘンリー・ヒュー（1800年3月31日 – 1884年12月16日） - 第3代チャムリー侯爵[1]

祖母メアリーが初代オーフォード伯爵ロバート・ウォルポールの娘だったため、チャムリー侯爵は1797年に第4代オーフォード伯爵ホレス・ウォルポールからホートン・ホールを相続した。侯爵一家はホートン・ホールに10年ほど住んだのちチェシャーの邸宅に戻った。